# Diego de Urbina
Diego de Urbina (1516-circa 1594) fue un pintor renacentista español y uno de los más representativos pintores de la escuela madrileña de la segunda mitad del siglo XVI, pero rápidamente caído en el olvido.
Prestigiado en su tiempo como pintor del rey Felipe II, Lope de Vega le dedicó versos elogiosos en el Laurel de Apolo:

O generoso Urbina, si vivieras,

Y a retratar el gran Parnaso fueras,
¡Qué lienço tan hermoso, y de tan raras
Figuras, que dexaras

Al Sol del mundo, al inmortal Filipe!
(Lope de Vega, Laurel de Apolo con otras rimas, Silva nona.)

Y en La hermosura de Angélica, ponderando el cuidado que había puesto Felipe II en adornar el Monasterio de El Escorial con pinturas, el mismo escritor, yerno de Urbina, le llamó maestro de Navarrete el Mudo. El abogado Juan Butrón, en sus Discursos apologéticos, Francisco Pacheco y Vicente Carducho hicieron también mención de él entre los pintores de El Escorial, pero ya Antonio Palomino le ignoró en el Parnaso español pintoresco laureado, y Juan Agustín Ceán Bermúdez, que lo cita a propósito de las perdidas pinturas del convento de Santa Cruz de Segovia y el retablo de El Espinar, asignaba aquella intervención en El Escorial, sobre la que por lo demás expresaba dudas, a un supuesto Juan de Urbina, al que Antonio Ponz había hecho discípulo de Alonso Sánchez Coello.

## Biografía
Nacido en Madrid, hijo del pintor Pedro de Ampuero y de Teresa Díaz, fue bautizado en la parroquia de San Ginés el 26 de febrero de 1516 junto a un hermano gemelo, Francisco de Ampuero, quien también sería pintor especializado en el dorado de retablos. Del padre, natural de Cantabria, no se conocen obras, pero se ha podido documentar su actividad como pintor en Madrid en las primeras décadas del siglo XVI, con un volumen de obra importante. También sus hermanos Cristóbal de Urbina y García de Ampuero, quien en 1538 parece hacerse cargo del prestigiado taller familiar, tuvieron el oficio de pintor.
Su formación hubo de tener lugar en el taller paterno, en la estela de la pintura renacentista practicada en la escuela de Toledo por Juan de Borgoña y los rafaelescos Francisco Comontes y Juan Correa de Vivar, de quienes podría haber tomado la precisión en el dibujo, el interés predominante por la figura humana y la armonía compositiva que son rasgos característicos de su obra.
Hacia 1550 contrajo matrimonio con Isabel de Alderete, de cuyo matrimonio nacieron seis hijos; el mayor, Diego de Urbina de Ampuero, emancipado en 1576, cuando contaba veintiún años poco más o menos, que llegaría a ser regidor de Madrid, y la menor, Isabel, nacida en 1567, que casaría con Lope de Vega. La familia tuvo fijada su residencia en Madrid, en la calle Mayor.
Una de las primeras noticias conocidas de su actividad independiente es el contrato, firmado el 3 de enero de 1552 junto al imaginero Juan de la Plaza, por el que se adjudicaba la realización de los retablos mayor y colaterales de la iglesia de San Gil, junto al viejo Alcázar de Madrid, costeados por Carlos V.
En febrero de 1593 se comprometió junto con el pintor vallisoletano Gregorio Martínez a pintar y dorar el retablo mayor de la catedral de Burgos, aunque su traslado a la ciudad no debió de ser inmediato pues todavía en julio de ese año se encontraba en El Escorial, donde se le documenta tasando unos cuadros de Pellegrino Tibaldi. Al año siguiente se vio envuelto en un pleito a cuenta de dicho retablo, del que proceden las últimas noticias que han llegado del pintor. En abril de 1595, en un documento relativo a ese pleito, se informaba que para entonces el pintor ya había fallecido en la calle de Sombrerería de Burgos, sin que conste la fecha exacta.

## Obra

### Obras para El Burgo de Osma
Lo que de su producción se conoce pertenece ya a fechas avanzadas, no antes de 1565 o 1570, momento al que corresponden el Abrazo ante la Puerta Dorada y el Salvador bendiciendo de la capilla Sarmiento de la catedral de El Burgo de Osma, y  las sargas del monasterio de Santa Cruz de Segovia, depositadas por el Museo del Prado en el monasterio de El Parral.
En el Salvador bendiciendo, tabla por la que en 1569 otorgó poder para cobrar, Urbina demuestra conocer la obra de Tiziano, cuyos modelos formales sigue estrechamente, en una fecha temprana, anterior a la llegada de las obras del maestro de Cadore con destino a El Escorial, lo que ha hecho pensar en un posible viaje a Italia no confirmado documentalmente.
El retablo del Abrazo ante la Puerta Dorada, tradicionalmente considerado obra anónima italiana, no es obra documentada y ha sido atribuido a Urbina por Trinidad de Antonio Sáenz, considerando la elegancia de las figuras, la firmeza del dibujo y la entonación algo fría características del pintor madrileño, junto con ciertos rasgos que lo aproximan a la pintura del mismo asunto de Juan de Borgoña en la Sala Capitular de la catedral de Toledo, interpretada con la inestabilidad y el alargamiento de las figuras propio del manierismo. Por otra parte, la relación de Urbina con la diócesis de El Burgo de Osma es estrecha y se remonta a varios años atrás: en 1544 García de Ampuero, en la última noticia documental que de él se tiene, otorgó poder a su hermano Cristóbal de Urbina, a quien se cita como chantre del obispo de Osma, para que contratase la obra de pincel del retablo de Quintanarraya en la mencionada diócesis, y en 1548 Cristóbal y Diego declaraban en relación con dicho retablo que éste lo había tomado a su cargo y que estaba terminado el trabajo de pincel, por lo que ambos daban poder a su hermano Francisco de Ampuero para que se trasladase al lugar y terminar con la obra de dorado y estofado.

### Sargas del convento de la Santa Cruz de Segovia

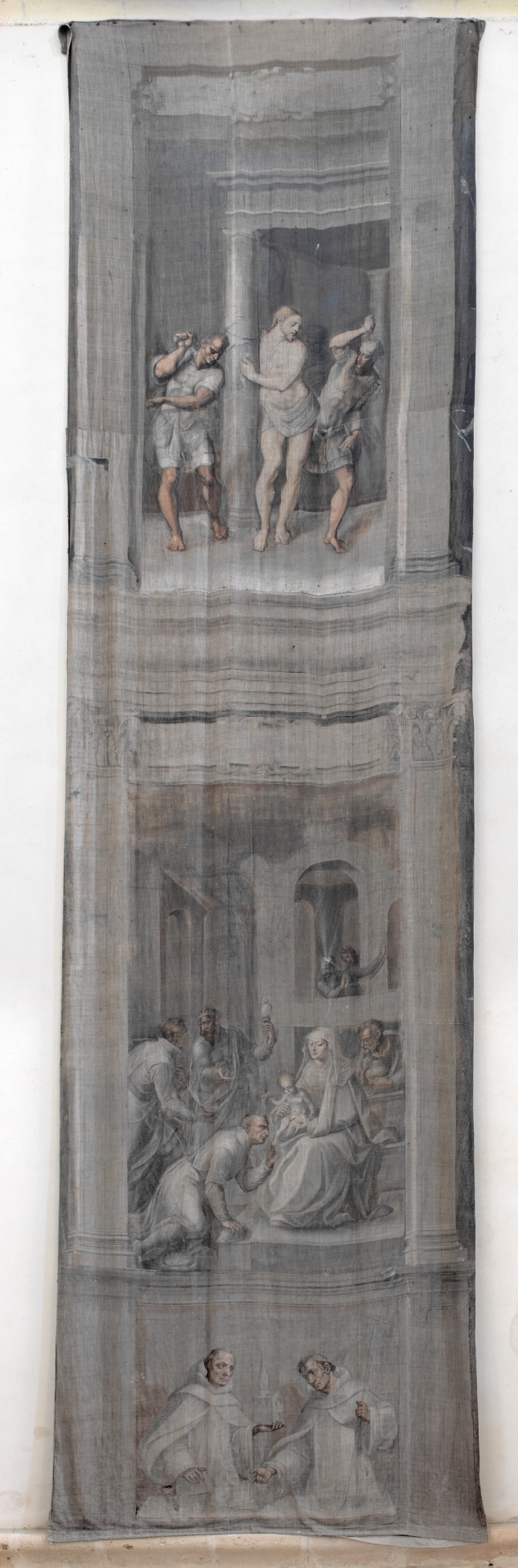
Flagelación y Adoración de los Reyes Magos, óleo sobre sarga, 1230 x 325 cm, Segovia, Monasterio de Santa María de El Parral.

Rasgos semejantes se encuentran en las sargas actualmente conservadas en el monasterio de Santa María de El Parral, ejecutadas en torno a 1570, en las que se percibe un interés por la anatomía tomado de Miguel Ángel, evocando en la escena de la Flagelación la figura del Cristo Resucitado de Miguel Ángel para Santa María sopra Minerva. 
Consta que en 1553 los monjes del monasterio de El Parral concertaron con Urbina la policromía del retablo mayor, por lo que el pintor hubo de pasar casi dos años en Segovia, ejecutando también en ese tiempo una gran cortina pintada a grisalla que aún fue vista por Isidoro Bosarte, quien la describe como obra de «muchísimo mérito» con los pasos de la Pasión pintados del natural.
No es esta cortina, sin embargo, una de las actualmente conservadas en el monasterio (aunque podría serlo algún fragmento también guardado en él), sino las que ejecutó más tarde y ya como pintor del rey en una segunda estancia en Segovia, llamado a pintar el retablo del convento de Santa Cruz la Real y sus cortinas, lo que debió de realizar entre 1563 y 1567, fechándose el último pago en 1573. El retablo, trazado por Juan de Herrera, resultó destruido en un incendio en 1806 y cuanto se sabe de sus pinturas es lo que de ellas dejó escrito Ceán Bermúdez, que las dice de figuras menores del natural, «muy dibujadas y con buen colorido pero de estilo lamido». Se han conservado, en cambio, dos de las sargas que lo cubrían, faltando la del lado del Evangelio, adquiridas en 1949 a las monjas de Santo Domingo el Real por el Museo del Prado junto con otras trece depositadas todas ellas en el monasterio de Santa María del Parral, de las que alguna más podría también pertenecer a Urbina.

### Pinturas para los altares de El Escorial y Descalzas Reales de Madrid
Fuera de estas y de alguna otra obra atribuida, conservada en colección particular, quedan las pinturas que dejó para los altares de la Basílica de El Escorial y las menos conocidas del claustro de las Descalzas Reales de Madrid, de fecha próxima. Buen dibujante y colorista, su pintura durante años fue juzgada únicamente por estas obras pertenecientes a la etapa final de su carrera, en las que se muestra incapaz de adaptarse a las nuevas corrientes realistas y de expresividad contenida que llegaban con el Concilio de Trento. De allí nacieron algunos juicios negativos sobre su pintura y errores de bulto, como creerle discípulo de Alonso Sánchez Coello, más joven que él, según defendieron Stirling-Maxwell y Camón Aznar, entre otros, desconociendo la fecha de su nacimiento y toda su trayectoria anterior.
Urbina inició su trabajo en El Escorial a la muerte de Navarrete, encargándose de completar la pareja de apóstoles formada por San Felipe y Santiago el Menor que éste había dejado inacabada. Pintó, además, otras siete de las parejas de santos que ocupan los altares de la basílica (Santa María Magdalena y Santa Marta, San Eugenio y San Ildefonso, San Gregorio y San Ambrosio, Santa Clara y Santa Escolástica, Santa Paula y Santa Mónica, Santa Águeda y Santa Lucía, San Fabián y San Sebastián), poco estimadas por la crítica en términos generales a excepción de algunas de las parejas de santas, en las que se aferró a los tipos elegantes y de proporciones idealizadas de sus primitivos modelos, mostrando en ellas lo mejor de su estilo, aunque desfasado, y no en las pinturas en las que trató de adaptarse, sin éxito, a las nuevas corrientes de mayor naturalismo.
De fecha próxima son los cuatro retablos de los ángulos del claustro del monasterio de las Descalzas Reales, terminados en 1586, en los que representó, sobre tabla, el Nacimiento, la Sagrada familia con san Joaquín y santa Ana, la Oración del huerto y la Gloria. Pertenecientes también al final de su carrera, se aprecia en ellos una evolución hacia la adopción de figuras más monumentales y estáticas, renunciando conforme a las nuevas demandas de un arte más claro y directo a las estilizaciones manieristas de su pintura anterior.

## Otras obras documentadas

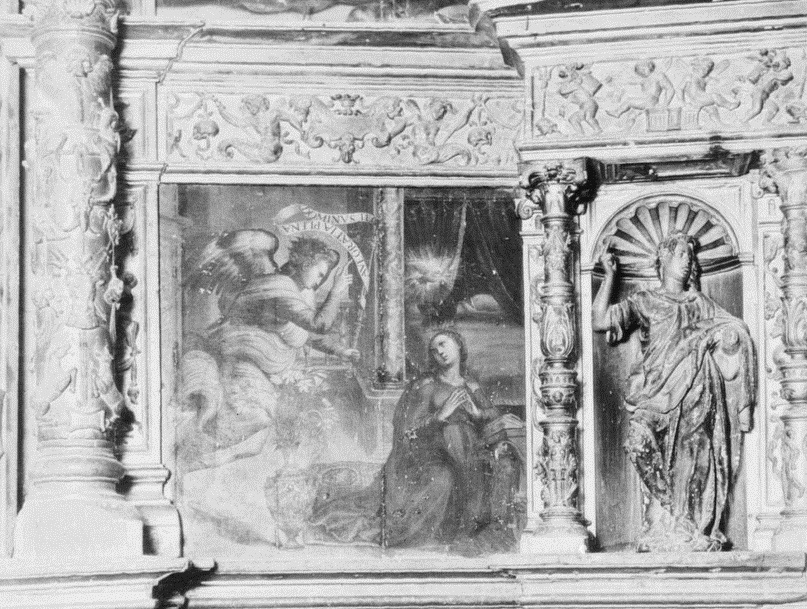
Pozuelo del Rey, detalle del retablo mayor de la iglesia parroquial, desaparecido en 1936.

En febrero de 1563 Gaspar Becerra le traspasó lo que quedaba por hacer de las cortinas que tenía contratadas para el retablo mayor de San Jerónimo el Real de Madrid, obra desaparecida durante la guerra de independencia.
Tras este acuerdo con Becerra, que manifiesta cierta afinidad en sus concepciones estéticas, Urbina, que entonces se encontraba hacia la mitad de su carrera, se relacionó estrechamente con Alonso Sánchez Coello y el escultor Francisco Giralte, según pone de relieve la documentación conservada. Ya en 1564 concertó con Giralte la realización del retablo mayor de la parroquial de Pozuelo, cuya ejecución se demoró notablemente pues a la muerte del escultor, en 1576, no se había concluido, tomándolo a su cargo Urbina. Tampoco entonces se avanzó y los herederos de Giralte exigieron una tasación de lo hecho en tanto Urbina, un año después, encargaba al escultor Quintin de Brye siete esculturas de medio relieve con destino a este retablo. Pero años más tarde, en 1586, hubo de llegar a un nuevo acuerdo con el cura de Pozuelo, licenciado Juan de Villegas, para poner fin al pleito entablado por este y proceder a su terminación en el plazo de un año y medio, reconociendo las cantidades recibidas a cuenta. Con todo, en 1590 estaba aún sin concluir, concertándose Urbina con el escultor Antón de Morales para que le hiciese algunas de las esculturas que faltaban.
Controvertida es también su participación en las labores de pintura en el retablo de la iglesia de Nuestra Señora de la Asunción de Colmenar Viejo, adjudicado a Urbina junto con Sánchez Coello por una cédula del arzobispado de Toledo fechada en 1566, pero que debió de recaer finalmente en Hernando de Ávila y Santos Pedril, encargado este del policromado y aquel de la pintura historiada, pudiendo corresponder a Urbina, si acaso, la pintura de la Anunciación.
En 1570 realizó el desaparecido retablo de la capilla funeraria de Alonso Gutiérrez, Tesorero Real del emperador Carlos V, que se encontraba en el Monasterio de San Martín, en Madrid. Ese mismo año se ocupó junto con Sánchez Coello de la pintura de los arcos y adornos que se hicieron en Madrid para el recibimiento de Ana de Austria. Se tienen también noticias de su participación en 1575 en el retablo del desaparecido monasterio de la Esperanza, construido por Felipe II extramuros de Ocaña, de cuya tasación se ocupó Francisco Giralte. Cerrando el ciclo de relaciones establecidas entre los tres artistas, ese mismo año la villa de El Espinar llamó a Urbina para que en su nombre fijase las condiciones en las que Sánchez Coello había de encargarse de la pintura del retablo mayor de su iglesia, obra en lo escultórico de Giralte.